# 早坂亮輔
早坂 亮輔（はやざか りょうすけ、1986年 - ）は、日本の映像作家（映像ディレクター）、映画監督。北海道生まれ。

## 人物
慶應義塾大学卒業後、東京芸術大学映像研究科映画専攻監督領域にて、黒沢清監督に師事する。
2012年より映像作家として企画・演出を手がける。広告映像を中心にコマーシャル、ミュージックビデオ、ブランドムービー、ジャンルを横断し多くの映像作品をディレクションする。
特に色彩、光を印象的にキャプチャし、意味や感情を視覚的に伝えるシネマティックな画作りには定評がある。
2015年に、映画監督として、数多くの国内外の映画祭にて入選を果たし「4/ 猫(ねこぶんのよん)」で商業映画デビュー。2019年よりFILMOQ LLC所属。

## 主な作品

### コマーシャル
- FMV 新しいChromebook 登場篇
- 放送大学 TVCM 学びたい大人たちへ篇
- JINS Airframe Hingeless
- エスエス製薬 イブA錠 池田エライザとトライ篇
- 牛乳石鹸  めるるのモーニングルーティン
- LIPTON COLD BREW TVCM
- FMV LOOXでクリエイティブに篇
- GOLDEN GOOSE  GAME EDT
- GOLDEN GOOSE  Remake Denim Sneakers
- 川重冷熱工業 企業広告
- Canon PowerShot PICK BRAND MOVIE
- ASICS 畠山愛理 #前を向いて歩こう
- Honda Life Sound Player | Concept Film
- Asics | Casio Walkmetrix BRAND MOVIE
- TOYOTA IMPRESSION: G’s AQUA × 小林可夢偉
- 会計freeeプロフェッショナル 「それ全部まとめたら」篇
- Nikon D3500 SNS MOVIE
- ジョブドラフト 高卒採用篇
- アサヒスーパードライ TVCM 「さあ、次は野球だ。」篇
- 外務省 たびレジ TVCM

### ミュージックビデオ
- WurtS - サンタガール feat. にしな
- 欅坂46 土生瑞穗 個人PV「地球最後の日」
- 欅坂46 菅井友香 個人PV「欅坂 菅井友香の自己紹介」

### 長編映画
- ソクラティック・ラブ（2012年）東京藝術大学大学院映像研究科第六期生修了作品[5]
- 可愛い女（2011年）

### 短編映画
- 4/猫-ねこぶんのよん - ひかりと嘘のはなし - （2015年）
- アイ・オーダー・ユー（2021年）
- やりたい、をやってやろう！（2022年）

## 受賞歴
- ショートショートフィルムフェスティバル2022ジャパン部門ノミネート 『アイ・オーダー・ユー』[6]
- ショートショートフィルムフェスティバル2022 BRANDED SHORTS HR部門 supported by Indeed ノミネート 『やりたい！を、やってやろう。』[7]